# 빌레지크주

빌레지크주의 위치

빌레지크주(튀르키예어: Bilecik ili)는 튀르키예 중서부에 위치한 주로, 마르마라 지역에 속한다. 주도는 빌레지크이며 면적은 4,307km2, 인구는 198,809명(2007년 기준), 자동차 번호는 11번, 시외전화 지역번호는 0228번이다. 서쪽으로는 부르사주, 북쪽으로는 코자엘리주와 사카리아주, 동쪽으로는 볼루주, 남동쪽으로는 에스키셰히르주, 남쪽으로는 퀴타히아주와 접하며 8개 군을 관할한다.
기원전 3000년경부터 사람이 살기 시작했고 히타이트(기원전 1400년~1200년)와 프뤼기아(기원전 1200년~기원전 676년), 뤼디아(기원전 595년~기원전 546년), 페르시아 제국(기원전 546년~기원전 334년), 로마 제국(74년~395년), 비잔틴 제국(395년~13세기 말)의 지배를 받았다. 1281년 오스만 제국에 정복되었다.